# Siegfried Reischieß
Siegfried Reischieß, conosciuto anche come Siegfried Reiner (Neman, 10 luglio 1909 – Monaco di Baviera, 12 dicembre 1982), è stato un cestista tedesco.

## Carriera
Da giocatore ha militato in Polonia nel VfB Breslau. Con la Germania ha disputato due incontri alle Olimpiadi del 1936.